# Schwyzer (Hartkäse)
Schwyzer ist ein vollfetter, zwischen 32 und 33 Kilogramm schwerer Hartkäse mit aromatischem und vollmundigem Geschmack. Der geschmeidige Käseteig enthält keine Löcher. Nächster Verwandter des Schwyzers ist der Gruyère, dessen Teig etwas trockener und brüchiger ist. Produziert wird der Schwyzer in mehreren Talkäsereien im Kanton Schwyz, vermarktet vor allem regional und im Grossraum Zürich. Die Gesamtproduktion beläuft sich jährlich auf etwa 730 Tonnen.

## Herstellung
Eine halbe Stunde nach Beigabe des Labs in die 32 Grad warme Rohmilch ist die Milch geronnen. Sie trennt sich in flüssige Sirte und feste Käsekörner. Diese schneidet der Käser getreidekorngross und erhitzt sie anschliessend unter ständigem Rühren auf 52 Grad – also weniger als beim Gruyère, dessen Käseteig entsprechend etwas trockener ist. Für halbharte Käse wie den Schwyzer Alpkäse wird hingegen der Käsebruch nicht so hoch erhitzt.
Der Bruch wird schliesslich in die so genannten Järbe gepumpt, wo die verbliebene Sirte während mindestens 16 Stunden aus der Käsemasse gepresst wird. Das nachfolgende, bis zu 36 Stunden dauernde Salzbad führt zur Rindenbildung und verstärkt das Aroma.
Abschliessend folgt die Reifung der Käselaibe im Lagerkeller. Mit Bürsten werden die frischen Schwyzer mit gesalzenem Wasser geschmiert, was die Aroma- und Geschmacksentwicklung fördert und die Rindenbildung unterstützt. Der Schwyzer entwickelt wie jeder Hartkäse mit zunehmender Reifung mehr Geschmack: Nach drei Monaten ist er mild, nach acht Monaten würzig und charaktervoll und nach einem Jahr rezent.

## Geschichte
Bis weit ins 19. Jahrhundert wurde in den Schweizer Bergkantonen nur auf den Alpen gekäst. Die Geschichte des Schwyzers beginnt mit dem Aufkommen der Talkäsereien. Mit dem Kauf der Milch von mehreren Bauern war es den Talkäsern möglich, grosse Käselaibe von über 30 Kilogramm Gewicht herzustellen. Damit eigneten sie sich im Gegensatz zu den fünf bis sieben Kilogramm schweren Alpkäsen für den Export, denn der Zollsatz richtete sich im 19. Jahrhundert nach der Stückzahl und nicht nach dem Gewicht. Die Alpkäser produzierten fortan keinen lange haltbaren Hartkäse mehr, sondern halbharte Käse mit einer kürzeren Ausreifungszeit, die für den Eigengebrauch und die lokalen Märkte bestimmt waren.
Nach dem Aufkommen der Talkäsereien entstanden klar definierbare und einheitliche Käsesorten. Auch der Schwyzer nahm damals eine einheitliche Erscheinungsform an. In der zweiten Hälfte des 20. Jahrhunderts subventionierte der Staat die Käseproduktion massiv, beschränkte sich dabei aber auf einige wenige Sorten, wozu der Schwyzer nicht gehörte. Seit der Jahrtausendwende ist der Schweizer Käsemarkt dem freien Markt überlassen und die Kundschaft interessiert sich vermehrt für regionale Produkte. Damit hat sich die Marktsituation für den Schwyzer deutlich verbessert.